# Szergokalai járás
A Szergokalai járás (oroszul: Сергокалинский район) Oroszország egyik járása Dagesztánban. Székhelye Szergokala.

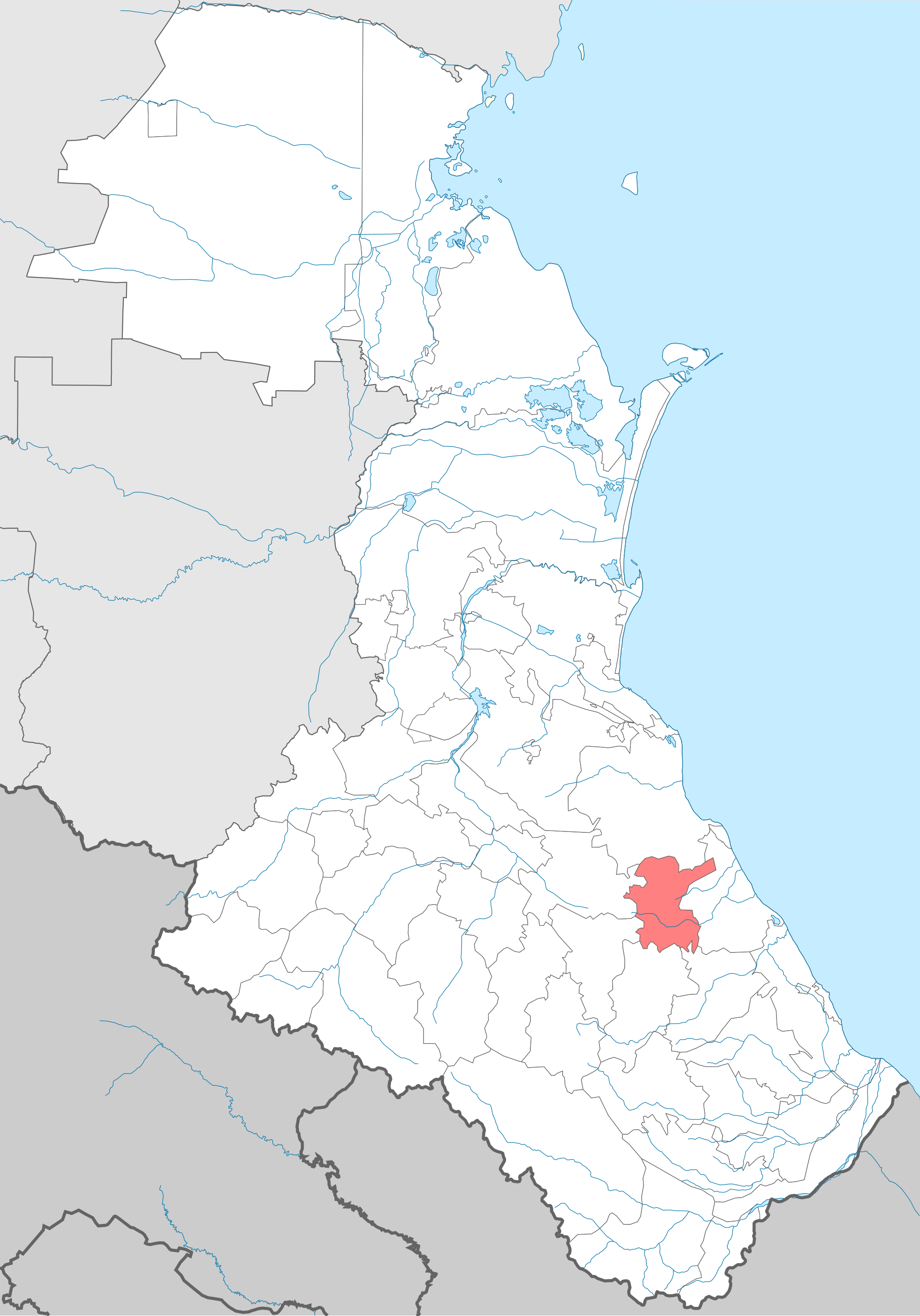
A Szergokalai járás Dagesztánban

## Népesség
- 1989-ben 18 691 lakosa volt, melyből 18 587 dargin (99,4%), 27 avar, 20 orosz, 17 lak, 11 kumik, 6 lezg, 5 azeri, 5 tabaszaran.
- 2002-ben 29 665 lakosa volt, melyből 29 475 dargin (99,4%), 79 orosz, 25 avar, 19 kumik, 14 lak, 12 azeri, 10 tabaszaran, 9 lezg, 2 rutul, 1 agul.
- 2010-ben 27 133 lakosa volt, melyből 26 838 dargin (98,9%), 41 orosz, 37 avar, 22 azeri, 16 kumik, 14 lak, 11 lezg, 8 tabaszaran, 4 csecsen, 3 agul, 2 nogaj.